# Marathon van Frankfurt 2005
De marathon van Frankfurt 2005 werd gelopen op zondag 30 oktober 2005. Het was de 24e editie van deze marathon.
De Keniaan Wilfred Kigen finishte als eerste bij de mannen in 2:08.29. De Russische Alevtina Biktimirova zegevierde bij de vrouwen in 2:25.12.
In totaal schreven 10.944 lopers zich in voor de wedstrijd, waarvan er 8.858 finishten.

## Uitslagen

### Mannen
| rang   | naam                     | land | tijd    |
| ------ | ------------------------ | ---- | ------- |
| Goud   | Wilfred Kigen            | KEN  | 2:08.29 |
| Zilver | Jason Mbote              | KEN  | 2:08.30 |
| Brons  | Wilson Kigen             | KEN  | 2:08.34 |
| 4      | Charles Kibiwott         | KEN  | 2:08.36 |
| 5      | Leonid Shvetsov          | RUS  | 2:10.05 |
| 6      | Tesfaye Dereji           | ETH  | 2:11.47 |
| 7      | Philip Tarus             | KEN  | 2:12.33 |
| 8      | Matthew Birir            | KEN  | 2:12.41 |
| 9      | Abraham Kiprotich Tandoi | KEN  | 2:13.04 |
| 10     | Peter Korir              | KEN  | 2:14.22 |
| 11     | Janne Holmén             | FIN  | 2:14.58 |
| 12     | Kamal Khaled             | BAH  | 2:15.37 |
| 13     | Benjamin Rotich          | KEN  | 2:16.02 |
| 14     | John Rono                | KEN  | 2:16.07 |
| 15     | Mihail Romanov           | RUS  | 2:21.58 |
| 16     | Arjun Parasad Dhakal     | NEP  | 2:26.17 |
| 17     | Filip Vanhaeke           | BEL  | 2:26.26 |
| 18     | Tobias Van Ghemen        | GER  | 2:26.47 |
| 19     | Guido Hermes             | GER  | 2:29.38 |
| 20     | Stephen Tapala           | KEN  | 2:29.46 |

### Vrouwen
| rang   | naam                 | land | tijd    |
| ------ | -------------------- | ---- | ------- |
| Goud   | Alevtina Biktimirova | RUS  | 2:25.12 |
| Zilver | Marleen Renders      | BEL  | 2:26.26 |
| Brons  | Robe Tola            | ETH  | 2:29.30 |
| 4      | Mary Ptikani         | KEN  | 2:29.45 |
| 5      | Svetlana Ponomarenko | RUS  | 2:31.26 |
| 6      | Mindaye Gishu        | ETH  | 2:33.05 |
| 7      | Tatjana Zjyrkova     | RUS  | 2:37.06 |
| 8      | Olga Glok            | RUS  | 2:38.06 |
| 9      | Tanith Maxwell       | RSA  | 2:41.03 |
| 10     | Veronika Ulrich      | GER  | 2:51.07 |

1981 ·
1982 ·
1983 ·
1984 ·
1985 ·
1986 ·
1987 ·
1988 ·
1989 ·
1990 ·
1991 ·
1992 ·
1993 ·
1994 ·
1995 ·
1996 ·
1997 ·
1998 ·
1999 ·
2000 ·
2001 ·
2002 ·
2003 ·
2004 ·
2005 ·
2006 ·
2007 ·
2008 ·
2009 ·
2010 ·
2011 · 
2012 · 
2013 · 
2014 · 
2015 · 
2016 · 
2017